# Trojka (televízióadó)
A Trojka (magyarul: Hármas) egy szlovák közszolgálati televíziós csatorna volt, amelyet a Slovenská televízia, majd a Szlovák Rádió és Televízió (RTVS) üzemeltetett. A csatorna a 2008-as olimpiai játékok idején indult sportcsatornaként. Az RTVS akkori pénzügyi problémái miatt 2011. június 30-án véget ért a sugárzás. Ezt követően a sportközvetítések nagy részét az STV2 sugározta.
2019. december 22-én 06:00 órakor retrócsatornaként indult újra, amely archivált tartalmat mutatott be az Szlovák Rádió és Televízió (RTVS)-től és elődjeitől, az Szlovák Televízió (STV)-től és a Csehszlovák televízió (ČST)-től. Tematikailag hasonlított a magyar M3-hoz. A csatorna 2022. november 30-án szűnt meg, helyére az RTVS 24 hírcsatorna költözött.
A csatorna elérhető a földi DVB-T szabványban SD-ben, DVB-T2 szabványban HD-ben és SD-ben, valamint műholdas sugárzásban SD felbontásban.

## Műsorai
- Slovensko Advent (Szlovákia Ádvent)
- Vyznanie pútnika (Egy zarándok vallomása)
- Babička to zariadi (Nagyi elintézi)
- Nad pamäťou histórie (A történelem emléke felett)
- Husári (Huszárok)
- Malé biblické príbehy (Kis bibliai történetek)
- Vôňa medovníkov (A mézes sütemények szaga)
- Svetobežník (Világjáró)
- Radosť zo života (Öröm az életből)
- Do-re-mi (Do-re-mi)
- Straty a nálezy (Veszteség és megállapítások)
- Škola žien (Női iskola)

## Fordítás
- Ez a szócikk részben vagy egészben  a   Trojka (2008 – 2011) című szlovák Wikipédia-szócikk fordításán alapul.  Az eredeti cikk szerkesztőit annak laptörténete sorolja fel. Ez a jelzés csupán a megfogalmazás eredetét és a szerzői jogokat jelzi, nem szolgál a cikkben szereplő információk forrásmegjelöléseként.
- Ez a szócikk részben vagy egészben  a   Trojka (RTVS) című szlovák Wikipédia-szócikk fordításán alapul.  Az eredeti cikk szerkesztőit annak laptörténete sorolja fel. Ez a jelzés csupán a megfogalmazás eredetét és a szerzői jogokat jelzi, nem szolgál a cikkben szereplő információk forrásmegjelöléseként.